# Engelsk park

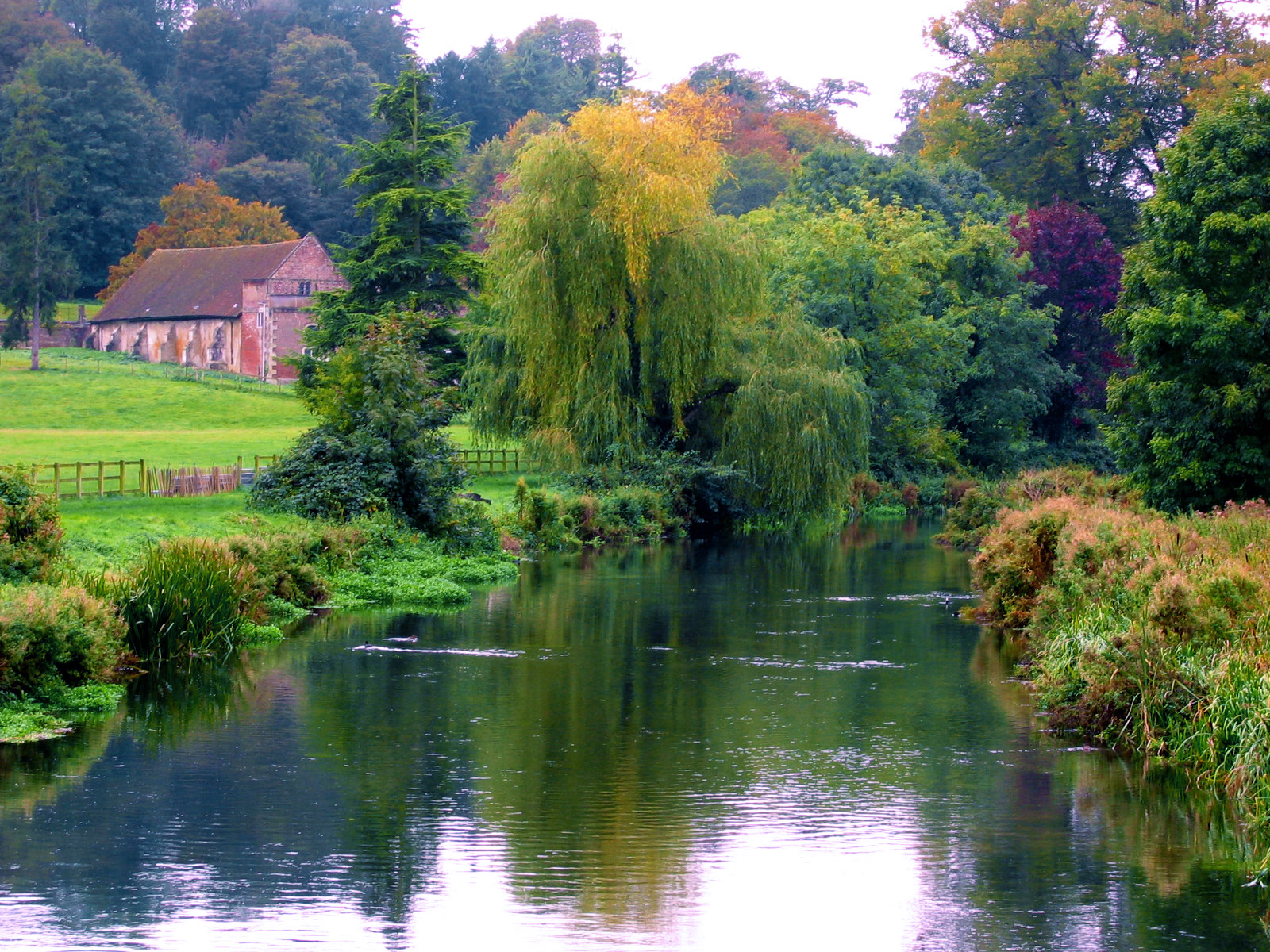
Parken vid Wilton House i Wiltshire, England.

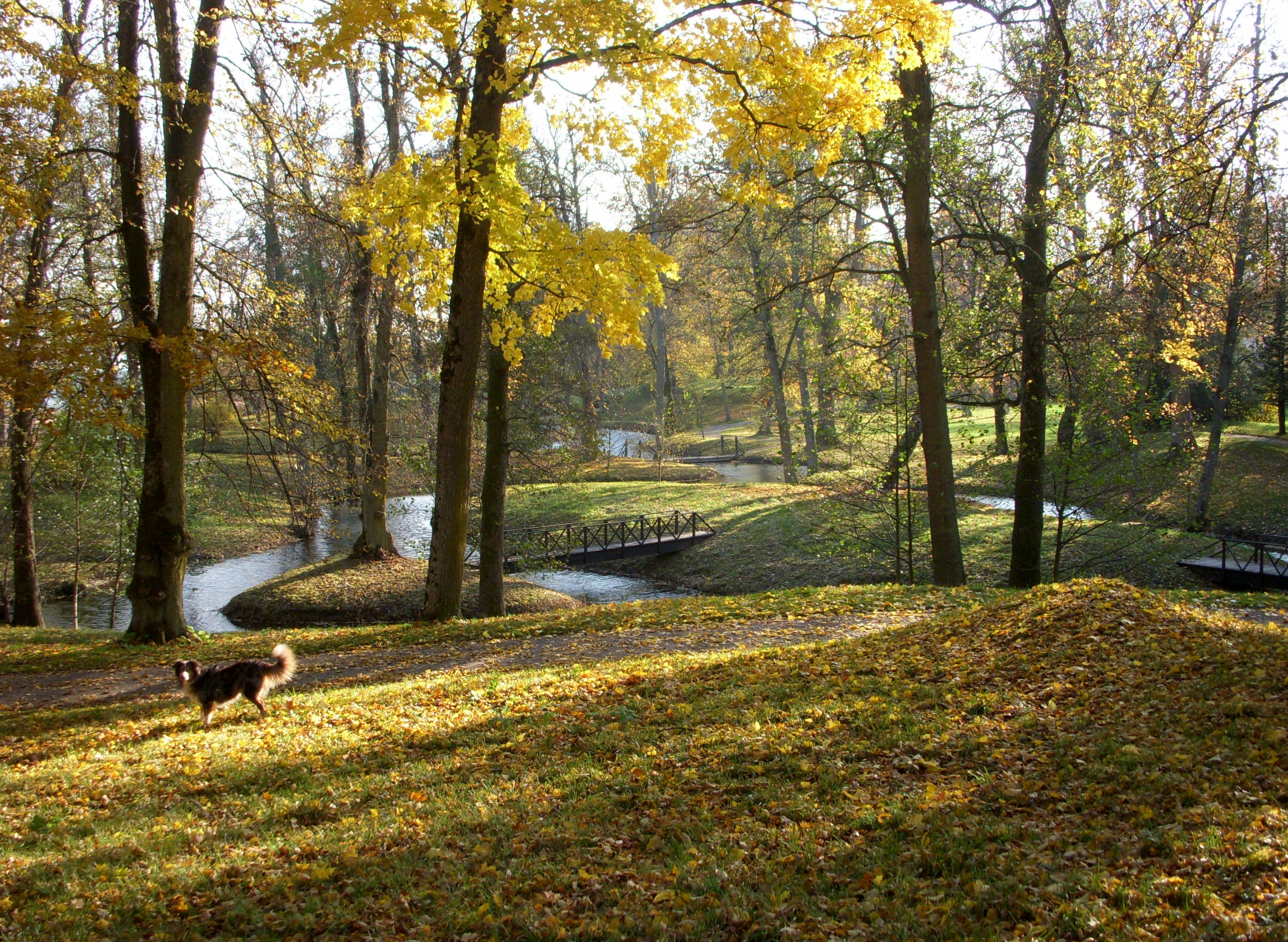
Engelsk park, Tullgarns slott, Södermanland, Sverige.

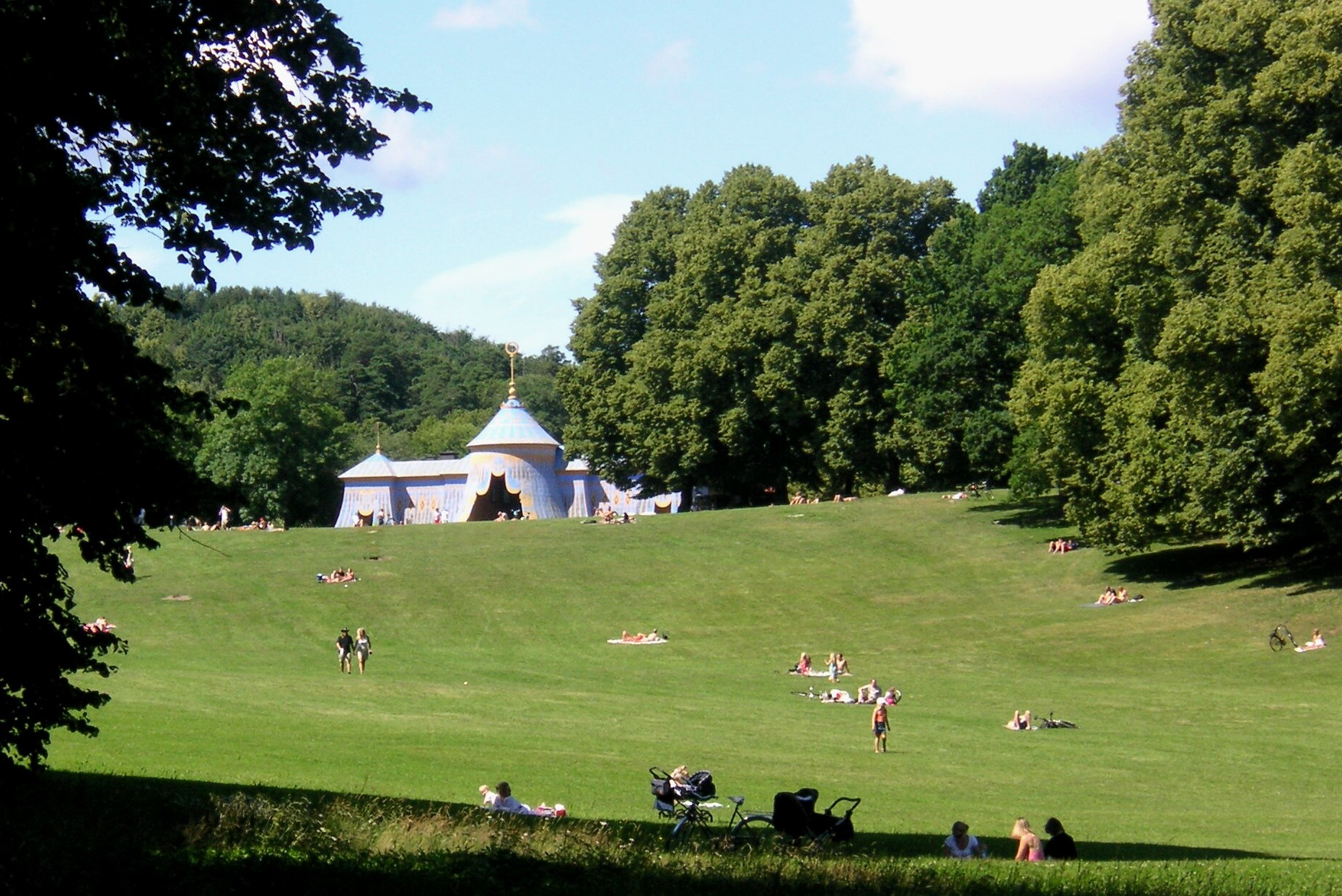
Hagaparken med Stora pelousen och Koppartälten, Solna, Sverige.

Engelsk park (en: English landscape garden) är en parkstil som tog form i England och som under främst 1700-talet spred sig till flera andra länder, bland annat Sverige. Stilen präglas av lummig grönska och mjukare naturliga former och utgör därmed en brytning med den regelbundna franska stilen och barockens ideal med hårt tuktad växtlighet och fyrkantiga former.
Filosofer och skalder, som Francis Bacon, Joseph Addison och Alexander Pope, gisslade det konstlade i sin tids trädgårdsstil och prisade det pittoreska i naturen som förebild för trädgårdsanläggningar. Målaren William Kent började anlägga så kallade landskapsträdgårdar med målerisk effekt. Han följdes av en mängd trädgårdsanläggare, av vilka Lancelot Brown kanske är den mest kände, även om han inte var den snillrikaste. En annan framstående trädgårdsanläggare var Humphry Repton, som verkade i slutet av 1700-talet och början av 1800-talet. Arkitekten William Chambers, som under en resa till Fjärran Östern lärt känna den kinesiska trädgårdsanläggningskonsten, upptog ur denna åtskilliga motiv, som blev mycket populära, även om de ganska ofta blev överdrivet använda.
Den naturliga trädgårdsstilen slog igenom under senare delen av 1700-talet och blev snart så dominerande att man inte bara använde den vid nyanläggningar, utan även byggde om gamla ärevördiga trädgårdar i renässans- och barockstil för att bereda plats för anläggningar som med små kullar, dalsänkor och slingrande bäckar med högvälvda broar försökte ge intryck av att vara naturliga landskap. Ja, man planterade till och med in döda träd, för att anläggningarna skulle se så naturliga ut som möjligt. Denna trädgårdsstil utmärks i sin bästa form genom att den strävar efter att genom ändamålsenlig plantering och vård få växtmaterialet att utveckla sin naturliga skönhet. Räta linjer undviks, vägarna dras i mjuka bukter som motiveras av markens ojämnheter eller planteringar.
Man eftersträvar långa och vackra utsikter. Man lägger också stor vikt vid växlingar mellan ljus och skugga och starka kontraster får framträda i växtgruppernas form och färg. Man nöjer sig inte med att behandla det område som egentligen hör till trädgården och parken, utan försöker också att avhjälpa brister i den omgivande naturen (naturförsköningskonst). Man öppnar vackra utsikter, tar bort vanställande inhägnader och andra alltför tydliga spår efter människors ingripande och så vidare.
I Frankrike blev Jean-Jacques Rousseau en förkämpe för den naturliga trädgårdsstilen, som han kraftigt idealiserade. Därmed kom den "sentimentala" riktningen i trädgårdskonsten på modet. Ett exempel på tidens smak är trädgårdsbyn vid Lilla Trianon, anlagd för Marie-Antoinette 1774. I Frankrike fick denna stämning dock kort varaktighet. I Tyskland däremot, slog den igenom fullständigt. Där infördes den av C Hirschfeld i Kiel. I Weimar anlade själva Goethe en slottspark med slingrande gångar, eremithyddor, klocktorn, konstgjorda ruiner, tempel, små kullar och ängar.

## Engelska parker i Sverige
Fredrik Magnus Piper presenterade 1785 en generalplan för den nuvarande Hagaparken i Solna som en engelsk park. Samma år började en engelsk park anläggas på Grängshammars bruk. Engelska parker anlades kort därefter på flera svenska järnbruk. Piper är även upphovsman till Bellevueparken i Stockholm, engelska parken vid Drottningholms slott och parken vid Forsmarks bruk. 
Andra exempel på engelska parker är den vid Strömsholms slott,  Tyresö slottspark, den i Åkers styckebruk och den vid Norsborgs herrgård. 
Även Rydboholms slott, där Gustav Vasa tros vara född, har en engelsk park, anlagd av Magnus Fredrik Brahe i slutet av 1700-talet.